# Niccana
Niccana (hebr. ניצנה) – wieś położona w samorządzie regionu Ramat ha-Negew, w Dystrykcie Południowym, w Izraelu.
Leży w środkowej części pustyni Negew, w otoczeniu moszawu Kemehin, oraz wioski Niccane Sinaj. Na zachód od wsi przebiega granica izraelsko-egipska i znajduje się tutaj przejście graniczne Niccana. Na wschód od wsi znajduje się więzienie Kziot Israeli Negev. Na wschód i południe od wsi rozciągają się duże bazy wojskowe z poligonami Sił Obronnych Izraela. Na południu jest niewielkie lotnisko służące jako awaryjne lądowisko dla samolotów wojskowych.

## Historia

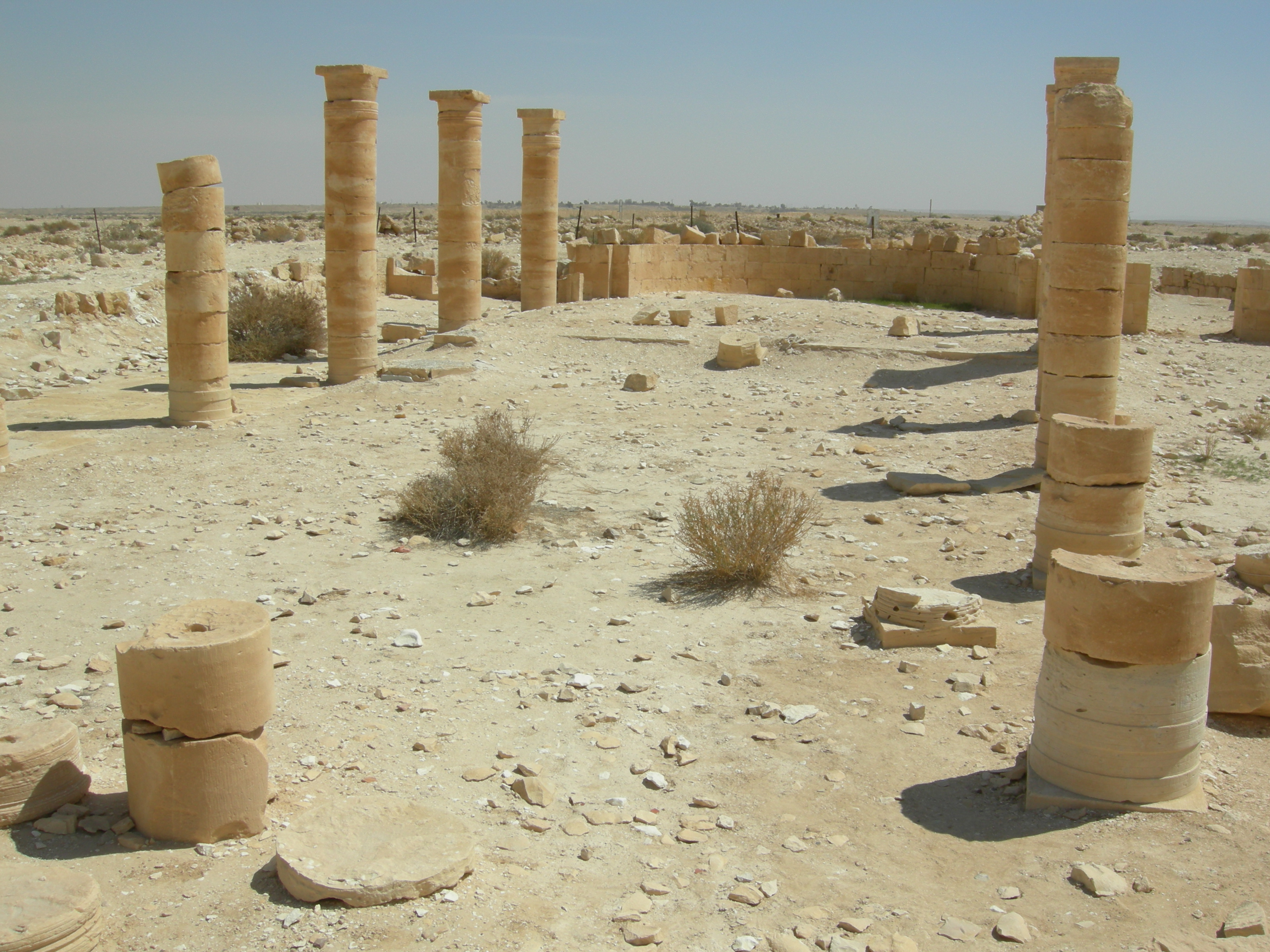
Ruiny bizantyjskiego kościoła w Niccanie

W starożytności znajdowało się tutaj nabatejskie miasto Nessana, które prawdopodobnie było miejscem odpoczynku karawan na wschodniej odnodze starożytnego szlaku kupieckiego zwanego Trasą Kadzideł (z Egiptu, przez kraje Lewantu do Indii). Miasto Niccana zostało założone około I wieku p.n.e. W I wieku zostało zdobyte przez Rzymian i do IV wieku było zamieszkane przez niewielką społeczność chrześcijan. Miasto zostało zniszczone w okresie muzułmańskich podbojów w VII wieku i odbudowane przez Umajadów jako Ujah al-Hafir.
W 1920 weszło w skład brytyjskiego Mandatu Palestyny. 29 listopada 1947 roku Zgromadzenie Ogólne Organizacji Narodów Zjednoczonych przyjęło rezolucję nr 181 w sprawie podziału Palestyny na dwa państwa: żydowskie i arabskie. Zgodnie z rezolucją, na południe i na zachód od osady miała przebiegać granica izraelsko-egipska. Podczas wojny o niepodległość w 1948 okoliczne tereny zostały zajęte przez wojska izraelskie. Arabska osada została wówczas zniszczona, a jej mieszkańcy uciekli do Egiptu. Zawarte po wojnie zawieszenie broni ustaliło, że na zachód od tego miejsca będzie przebiegać granica.
Strategiczne położenie tego regionu spowodowało, że był on wykorzystywany podczas kolejnych wojen izraelsko-arabskich do wyprowadzania izraelskich natarć na półwysep Synaj. Podczas kryzysu sueskiego w 1956 wyszło stąd natarcie głównych izraelskich sił uderzeniowych, które opanowały Abu Ageila i centralną część Synaju. Pod naciskiem międzynarodowym Izrael wycofał w 1957 swoje wojska z Synaju, i ponownie w tym rejonie przebiegała granica izraelsko-egipska. Kontrolę nad granicą od strony egipskiej sprawowały międzynarodowe siły UNEF.
Podczas wojny sześciodniowej w 1967 Izraelczycy ponownie wyprowadzili stąd główne natarcie swoich wojsk lądowych w kierunku centralnej części Synaju. Po podpisaniu w 1979 traktatu pokojowego izraelsko-egipskiego Izrael rozpoczął zwracać Egiptowi Synaj. Ostatnie oddziały izraelskie wycofały się stamtąd 25 kwietnia 1982. W ten sposób granica izraelsko-egipska ponownie powróciła w ten rejon.
Współczesną osadę założono w 1987 z inicjatywy Arje Eli’awa, byłego członka Knesetu. W jej powstanie mocno zaangażowała się Agencja Żydowska, promująca rozwój edukacji i nauki o zagospodarowywaniu terenów pustynnych. Nazwa pochodzi od nabatejskiego miasta Niccana, którego ruiny znajdują się na wschód od wsi.

## Edukacja
We wsi znajduje się specjalny ośrodek edukacyjny dla imigrantów z Etiopii i krajów byłego ZSRR, którzy dokonali konwersji na judaizm i uczą się języka hebrajskiego.
W otoczeniu wsi rozciąga się rozległy obszar pustynnych wydm, które zostały uznane przez Uniwersytet Hebrajski i Uniwersytet Ben Guriona za obszar badawczy. Każdego roku 15 tys. studentów i osób dorosłych przyjeżdża tutaj na różnorodne seminaria naukowe, które trwają zazwyczaj 2-3 dni.

## Kultura i sport
We wsi jest ośrodek kultury, boisko do piłki nożnej oraz basen pływacki.

## Gospodarka
Utworzono tutaj ośrodek badawczy rolnictwa, w którym wybudowano szklarnie i zasadzono gaje oliwne, sady oraz winnice. Tutejsze rolnictwo może rozwijać się dzięki odkryciu podziemnych rezerwuarów słonej wody, która jest odsalana i oczyszczana, a następnie wykorzystywana do celów gospodarczych i rolniczych. W okolicy zasadzono niewielkie lasy, które są zraszane słoną wodą.

## Turystyka

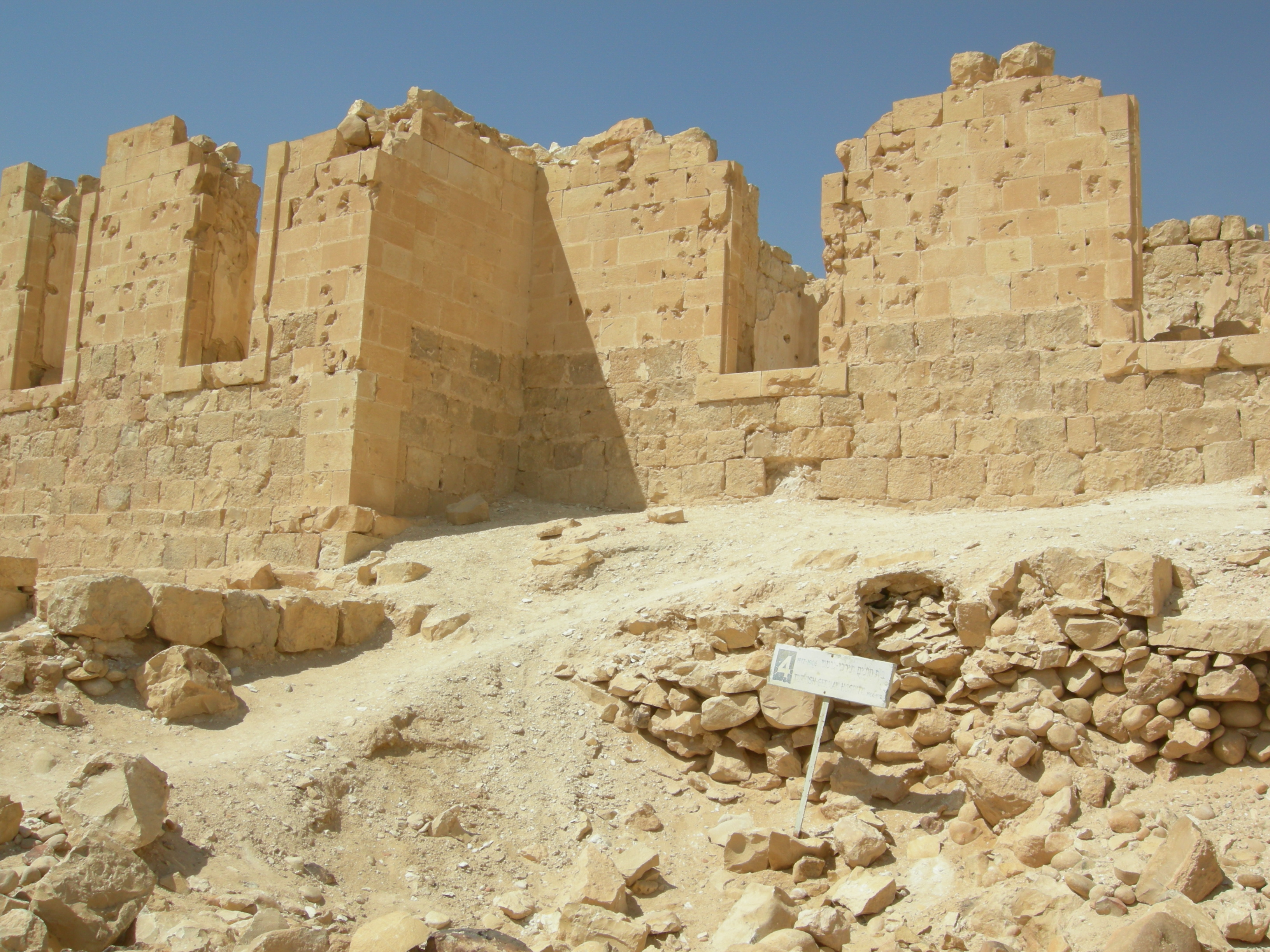
Ruiny turecko-niemieckiego szpitala wzniesionego na pozostałościach bizantyjskiej twierdzy w Niccanie

Niccana jest oazą położoną w sercu pustyni, w której nieustannie jest prowadzony dialog pomiędzy człowiekiem a jego naturalnym środowiskiem na tym obszarze. Dla przyjezdnych przygotowano domki noclegowe, a także sale wykładowe, pracownie komputerowe, laboratoria i obserwatorium astronomiczne.
Największą tutejszą atrakcją turystyczną są ruiny starożytnego miasta nabatejskiego Niccana, które znajdują się na wschód od wsi. Ruiny są często błędnie nazywane pozostałościami fortyfikacji, jednak w rzeczywistości było to miasto położone na szczycie wzgórza górującego nad całą okolicą. Teren ruin i wykopalisk archeologicznych otoczono państwową opieką i utworzono tutaj Park Narodowy Nitzana.

## Komunikacja
Ze wsi wyjeżdża się na północny wschód na drogę nr 211 , którą jadąc na zachód dojeżdża się do przejścia granicznego Niccana i drogi ekspresowej nr 10  (Kerem Szalom–Owda), lub jadąc na północny wschód przejeżdża się przez tereny wojskowe i dojeżdża do wsi Aszalim oraz drogi ekspresowej nr 40  (Kefar Sawa–Ketura). Lokalna droga prowadzi w kierunku południowo-wschodnim. Można nią dojechać do lotniska, tajnych baz wojskowych i wioski Ezuz.